# Великий Лазучин
Великий Лазучин (укр. Великий Лазучин) — село в Теофипольском районе Хмельницкой области Украины.
Население по переписи 2001 года составляло 396 человек. Почтовый индекс — 30644. Телефонный код — 3844. Занимает площадь 1,402 км². Код КОАТУУ — 6824780501.

## Местный совет
30644, Хмельницкая обл., Теофипольский р-н, с. Великий Лазучин, ул. Центральная, 1